# Shenandoah Farms (Virginia)
Shenandoah Farms è un census-designated place (CDP) degli Stati Uniti d'America, situato nello stato della Virginia, nella contea di Warren. Secondo il censimento del 2020 gli abitanti di Shenandoah Farms ammontavano a 4 135.